# Eustachy Kossakowski
 (mars 2023).
Si vous disposez d'ouvrages ou d'articles de référence ou si vous connaissez des sites web de qualité traitant du thème abordé ici, merci de compléter l'article en donnant les références utiles à sa vérifiabilité et en les liant à la section « Notes et références ».
Pour les articles homonymes, voir Kossakowski.
Eustachy Kazimierz Kossakowski, né le 27 septembre 1925 à Varsovie et mort le 25 novembre 2001 à Paris 10e,, est un photographe polonais, naturalisé français.

## Biographie
Eustachy Kossakowski est né dans une famille de l'aristocratie polonaise. Son grand-père Stanisław Kazimierz Kossakowski (1937-1905) était l'un des fondateurs de l'association des photographes de Varsovie (Towarzystwo fotograficzne w Warszawie). Son père Jan Eustachy Kossakowski (1900-1979) était un pédiatre de renom, par ailleurs photographe amateur.
Il a d'abord commencé des études d'architecture à l'École polytechnique de Varsovie avant de publier des photos dans le magazine Zwierciadło en 1957.
Il a ensuite collaboré avec Hachette, Philippe Sers, Jean-Claude Lattès, et les publications La Pologne, Stolica.
Il est membre de l'Union des photographes polonais (pl) (ZPAF).
Il s'installe en France en 1971 avec sa compagne Anka Ptaszkowska et travaille avec Daniel Buren, Pierre Restany, etc.
Il a été décoré de l'ordre du Mérite de la République de Pologne (Order Zasługi Rzeczypospolitej Polskiej).

## Principales expositions
- 1971 : 6 mètres avant Paris. 159 photos objectives d’Eustachy Kossakowski, Centre de création industrielle, Musée des Arts décoratifs, Pavillon de Marsan, Paris
- 1972 : 6 meter framför Paris. 159 objektiva fotografier av Eustachy Kossakowski, Moderna Museet Nationalmuseum, Stockholm
- 1975 : Bologne – Musée municipal
- 1975 : Brest – Musée municipal
- 1975 : Rome – Galeria Alto
- 1975 : Mantoue – Casa di Mantegna
- 1994 : Rome – Galleria Spicchi dell'Est
- 1988 : Varsovie – Galerie Foksal
- 1988 : Varsovie – Galerie ZPAF
- 1991 : Caen – Galerie Galatea
- 2004 : Varsovie – Galerie nationale Zachęta
- 2005 : Eustache Kossakowski. Photographies, Espace EDF-Electra, Paris
- 2013 : Wrocław - 6 mètres avant Paris. 159 photos objectives d’Eustachy Kossakowski, dans le cadre du Festival international du film Nouveaux Horizons